# 1971-es Formula–1 dél-afrikai nagydíj
Az 1971-es Formula–1 világbajnokság szezonnyitó futama a dél-afrikai nagydíj volt.

## Futam
A dél-afrikai szezonnyitón Jackie Stewart volt a leggyorsabb az időmérésen (ahol a Tyrrell csapat a Dunlop gumikról a Goodyearre váltott) Amon, Regazzoni, Andretti és Fittipaldi előtt.
A rajtnál Regazzoni állt az élre, Fittipaldi, Hulme, Rodriguez és Andretti előtt. Stewart rossz rajtja miatt a hatodik helyre esett vissza. Mellette John Surtees és Amon is sokat veszített a rajtnál. Az első körökben Hulme feljött a második helyre, a 17. körben pedig átvette a vezetést Regazzonitól. A 76. körig maradt az élen, amikor felfüggesztésének problémája miatt ki kellett állnia javításra. Andretti Regazzoni mellett megelőzte Surteest is, így Hulme kiállása után az első helyen haladt, majd megnyerte első ferraris versenyét. Stewart a verseny végéig megelőzte Surteest és Regazzonit, így második lett. Regazzoni harmadik, Reine Wisell negyedik, Amon ötödik, Hulme hatodik lett. Surtees és Fittipaldi is kiesett mechanikai probléma miatt.
| Helyezés | #  | Versenyző          | Csapat/Motor | Futott körök | Idő/Kiesés oka      | Rajthely | Pontszám |
| -------- | -- | ------------------ | ------------ | ------------ | ------------------- | -------- | -------- |
| 1        | 6  | Mario Andretti     | Ferrari      | 79           | 1h47:35,5           | 4        | 9        |
| 2        | 9  | Jackie Stewart     | Tyrrell-Ford | 79           | + 20,9              | 1        | 6        |
| 3        | 5  | Clay Regazzoni     | Ferrari      | 79           | + 31,4              | 3        | 4        |
| 4        | 3  | Reine Wisell       | Lotus-Ford   | 79           | + 1:09,4            | 14       | 3        |
| 5        | 19 | Chris Amon         | Matra        | 78           | + 1 kör             | 2        | 2        |
| 6        | 11 | Denny Hulme        | McLaren-Ford | 78           | + 1 kör             | 7        | 1        |
| 7        | 28 | Brian Redman       | Surtees-Ford | 78           | + 1 kör             | 17       |          |
| 8        | 4  | Jacky Ickx         | Ferrari      | 78           | + 1 kör             | 8        |          |
| 9        | 14 | Graham Hill        | Brabham-Ford | 77           | + 2 kör             | 19       |          |
| 10       | 7  | Ronnie Peterson    | March-Ford   | 77           | + 2 kör             | 13       |          |
| 11       | 22 | Henri Pescarolo    | March-Ford   | 77           | + 2 kör             | 18       |          |
| 12       | 21 | Rolf Stommelen     | Surtees-Ford | 77           | + 2 kör             | 15       |          |
| Kiesett  | 2  | Emerson Fittipaldi | Lotus-Ford   | 58           | Motorhiba           | 5        |          |
| Kiesett  | 20 | John Surtees       | Surtees-Ford | 56           | Váltó               | 6        |          |
| Kiesett  | 10 | François Cevert    | Tyrrell-Ford | 45           | Baleset             | 9        |          |
| Kiesett  | 27 | Howden Ganley      | BRM          | 42           | Fizikai hiba        | 24       |          |
| Kiesett  | 16 | Pedro Rodríguez    | BRM          | 33           | Kormánykerék        | 10       |          |
| Kiesett  | 15 | Dave Charlton      | Brabham-Ford | 31           | Motorhiba           | 16       |          |
| Kiesett  | 17 | Jo Siffert         | BRM          | 31           | Kormánykerék        | 12       |          |
| Kiesett  | 24 | John Love          | March-Ford   | 30           | Differenciálmű      | 21       |          |
| Kiesett  | 25 | Jackie Pretorius   | Brabham-Ford | 22           | Motorhiba           | 20       |          |
| Kiesett  | 12 | Peter Gethin       | McLaren-Ford | 7            | Üzemanyag szivárgás | 11       |          |
| Kiesett  | 23 | Jo Bonnier         | McLaren-Ford | 5            | Felfüggesztés       | 23       |          |
| Kiesett  | 26 | Alex Soler-Roig    | March-Ford   | 5            | Motorhiba           | 25       |          |

## Statisztikák
Vezető helyen:
- Clay Regazzoni: 16 (1-16)
- Denny Hulme: 59 (17-75)
- Mario Andretti: 4 (76-79)

Mario Andretti 1. győzelme, 1. leggyorsabb köre, Jackie Stewart 7. pole-pozíciója.
- Ferrari 47. győzelme.